# 蟹沢橋梁
蟹沢橋梁（かにさわきょうりょう）は、福島県耶麻郡西会津町の蟹沢に架かる東日本旅客鉄道（JR東日本）磐越西線の鉄道橋である。

## 概要
岩越線（現・磐越西線）の野沢駅 - 津川駅間の延伸工事に伴って1914年（大正3年）に完成した。上野尻駅 - 徳沢駅間の阿賀川支流である蟹沢に架かる全長87.5mの橋梁である。
明治時代の文化遺産である「一ノ戸川橋梁」と同じボルチモアトラス橋であり、現存している。

## 構造
中央部の1支間が単線上路式分格プラットトラス（ボルチモアトラス・ピン結合）、残り2支間が単線上路式プレートガーダーである。トラス、プレートガーダーともにアメリカン・ブリッジ製である。

## 周辺
- 福島県道338号上郷下野尻線
- 上野尻ダム（柴崎橋）
- 上野尻水力発電所
- 西会津町立群岡小学校

## その他
2016年に「磐越西線鉄道施設群」の一部として、土木学会選奨土木遺産に選ばれる。
柴崎橋付近の県道338号より群岡小学校に通じる道路が、本橋梁の上野尻方プレートガーダーの直下を潜っており、ボルチモアトラスの構造を至近距離で見ることができる。